# Берёзовка (Сорочинский район)
Берёзовка — село в Сорочинском городском округе Оренбургской области России.

## География
Село находится в западной части Оренбургской области, в пределах возвышенности Общий Сырт, в степной зоне, на берегах реки Берёзовки, на расстоянии примерно 20 километров (по прямой) к северо-западу от города Сорочинска, административного центра района. Абсолютная высота — 155 метров над уровнем моря.
Часовой пояс
Село Берёзовка, как и вся Оренбургская область, находится в часовой зоне МСК+2. Смещение применяемого времени относительно UTC составляет +5:00.

## История
До 1 июня 2015 года входило в состав ныне упразднённого Баклановского сельсовета.

## Население
| 2010 |
| ---- |
| 166  |

Половой состав
По данным Всероссийской переписи населения 2010 года в половой структуре населения мужчины составляли 48,2 %, женщины — соответственно 51,8 %.
Национальный состав
Согласно результатам переписи 2002 года, в национальной структуре населения чуваши составляли 55 % из 235 чел., русские — 42 %.